# Wild Horse Canyon
 (juin 2025).

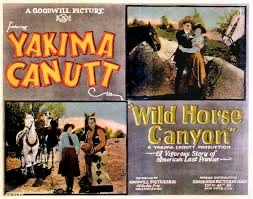
Affiche promotionnelle pour le film western muet Wild Horse Canyon, réalisé en 1925 par Ben F. Wilson.

Wild Horse Canyon est un film américain muet de western réalisé par Ben F. Wilson, sorti en 1925.

## Synopsis
Jack Marlin, un cow-boy intrépide, est chargé de capturer un étalon sauvage qui terrorise les troupeaux de la région. Sa mission le met en conflit avec une bande de hors-la-loi, et le conduit à protéger la jeune Mary Ross, dont le père est injustement accusé de vol de bétail.

## Fiche technique
- Titre original : Wild Horse Canyon
- Réalisation : Ben F. Wilson
- Scénario : Jack Natteford
- Production : Ben F. Wilson Productions
- Photographie : Edward A. Kull
- Distribution : Goodwill Pictures
- Pays :  États-Unis
- Langue : muet (intertitres en anglais)
- Durée : environ 50 minutes
- Date de sortie : 1925

## Distribution
- Yakima Canutt : Jack Marlin
- Helene Rosson : Mary Ross
- Edward Cecil : Jim Kane
- Cliff Lyons : Frank Blake
- Slim Talbot : Pete
- George King : Colonel Ross